# Чаплинцы (Семёновский район)
Чаплинцы (укр. Чаплинці) — село,
Василевский сельский совет,
Семёновский район,
Полтавская область,
Украина.
Код КОАТУУ — 5324580804. Население по переписи 2001 года составляло 164 человека.

## Географическое положение
Село Чаплинцы находится на правом берегу реки Хорол,
выше по течению на расстоянии в 4,5 км расположено село Весёлый Подол,
ниже по течению на расстоянии в 2,5 км расположено село Василевка,
на противоположном берегу — село Заичинцы.